# Paramesotriton laoensis
Paramesotriton laoensis är en groddjursart som beskrevs av Stuart och Theodore Papenfuss 2002. Paramesotriton laoensis ingår i släktet Paramesotriton och familjen vattensalamandrar. Inga underarter finns listade i Catalogue of Life.